# Di bestia in bestia
Di bestia in bestia è il primo romanzo dello scrittore Michele Mari.

## Storia editoriale
Pubblicato nel 1989, il libro si è aggiudicato il Premio Giuseppe Berto per l'opera prima.
In occasione dell'edizione Einaudi del 2013 l'opera è stata rivista dall'autore, che ne ha approntato una versione definitiva.

## Trama
Il libro è diviso in due parti e un epilogo; la voce narrante è quella del Professore di cui non si dice mai il nome.

### Parte prima
Due uomini e una donna, il Professore, la sua segretaria e il collega Pesúmai, viaggiano verso nord e ad un certo punto salgono su una diligenza uguale a quelle ottocentesche. Lo scopo dei tre è di raggiungere la remota località di Dièfzarca, dove devono partecipare a un congresso scientifico. Invece si ritrovano a Dièfzeira, luogo ignoto e desolato e solo la segretaria, la signorina Ebebléchei, comprende la lingua degli abitanti. La loro mèta è troppo lontana da lì, ma un tipo li porta in carrozza dal suo padrone, in un piccolo castello che sembra una grossa scatola. Egli offre agli ospiti inattesi una buona accoglienza e li sistema in confortevoli camere. Dice di chiamarsi Osmoc e li conduce nella sua biblioteca, spettacolo di grande stupore per la ricchezza di volumi e per l'evidente capacità di Osmoc di citare quello che vuole.
La signorina Ebebléchei scopre in biblioteca un ritratto che le somiglia e Osmoc spiega che si tratta della sua defunta moglie, Emilia, morta prima che lui si trasferisse in quel posto romito. Intanto, fuori dalle finestre, c'è un turbine continuo di neve che rende impossibile uscire: si tratta del Tarasso o Taratto, un fenomeno naturale che imperversa nella regione e porta oscurità anche a mezzogiorno.
Osmoc, con le sue spiegazioni, fa apparire tutto normale, ma fin dalla prima notte i tre ospiti subiscono delle molestie. La signorina è spiata da qualcuno che si trova fuori dalla finestra, cosa illogica, dato che la stanza è al primo piano. Eppure l'apparizione di una stranissima forma bianca fuori dalla finestra, un pipistrello gigantesco, induce lei e Pésumai a fare delle ricerche. I due finiscono in cima alla torre, dove Pésumai riceve un colpo sulla testa. Un'altra spedizione della signorina con il Professore, causa l'aggressione della donna da parte di un uomo, Osmoc. La gravità dei fatti accaduti impone delle spiegazioni e Osmoc, radunati tutti nella biblioteca, dichiara loro che spiegherà ogni cosa.

### Parte seconda
Osmoc inizia un lunghissimo discorso nel quale parla del suo infinito amore per Emilia, amore che però non prevede la soddisfazione di desideri carnali. Appreso che la donna invece preferirebbe anche questi desideri da parte sua, escogita un piano per ottenere quel che gli è richiesto. Fa sapere che ha un fratello gemello omozigote, che sin dai primi anni si è rivelato una creatura subnormale. Dopo la morte della madre, il padre e Osmoc si sono trasferiti in un luogo lontano, nascondendo il gemello (che si chiama Osac) e facendo dimenticare a tutti che ci sarebbe anche lui. La custodia in genere ha dato buoni frutti e, rimasti orfani, Osmoc ha esercitato sul fratello una notevole autorità, insegnandogli lavoretti utili e impegnativi. Perciò Osmoc ha abituato Osac all'atto sessuale per mezzo di bambole gonfiabili venute dalla Svezia e i risultati hanno premiato lo sforzo.
Sposata Emilia senza mai rivelare la presenza del gemello, Osmoc vede progredire il suo piano: la notte Osac si sostituisce a lui e ha rapporti sessuali con Emilia. Quello che turba Osmoc è la portata del desiderio dei due, che ripetono l'atto più volte ogni notte e la mattina è evidente la soddisfazione di Emilia. Finché una mattina la donna è trovata morta nel letto; Osmoc si dispera e Osac è privato di una cosa che ormai vuole ad ogni costo. Seguono parecchi incidenti drammatici, culminati nel rapimento e nell'involontaria uccisione di due gemelle diciottenni, che Osac mostra come un trofeo, offrendone una a Osmoc. L'orrore (Osac aveva già ucciso una coppia di contadini) spinge Osmoc a vendere tutto e rifugiarsi in un piccolo castello costruito dai cavalieri dell'Ordine teutonico. Qui adotta Epeo, originario del luogo, e comincia a insegnargli la lingua, mentre Osac può uscire e giocare con la neve perenne in quel luogo.
L'arrivo degli ospiti getta il caos nella testa di Osac: egli vuole la donna e fa il possibile per ottenerla. Ma gli ospiti si sono stancati dei monologhi di Osmoc e non hanno mai visto il suo gemello, perciò dubitano delle sue parole finché, dalla cantina, arrivano colpi selvaggi che poi si spostano all'aperto: qualcuno tenta di sfondare la vetrata della biblioteca ove tutti si trovano. Un ulteriore attacco avviene attraverso il camino del focolare e Epeo deve portare le fiamme a un'altezza tale da scoraggiare Osac, che reagisce gettando sul fuoco enormi quantità di neve. Ormai Osmoc non aspetta altro che la morte e continua a parlare, dicendo le sue ultime volontà e chiedendo di salutare e ringraziare un lungo elenco di amici. Chiusi in un nascondiglio provvisorio, i cinque attendono l'ultimo assalto della belva umana e, quando questa sfonda il loro rifugio, avventandosi sul fratello, il professore esce nella neve. Ha parecchie orribili visioni, poi cade nel buio.

### Epilogo
Il professore è tratto in salvo e si riprende nel suo letto. Con Pésumai e la segretaria sistema i libri di Osmoc e si accorda per riceverli a casa propria. Al ritorno in patria però Pésumai e la signorina gli fanno capire che non vogliono più avere a che fare con il ricordo di quella brutta storia. Così il professore rimane solo con i libri e con Epeo, che ha adottato a sua volta e che gli è di conforto.

## Personaggi
- Il professore, voce narrante, scienziato che avrebbe dovuto raggiungere un congresso nella località di Dièfzarca.
- Pesúmai, altro professore collega del narratore.
- signorina Ebebléchei, segretaria del professore e interprete necessaria delle strane lingue della zona del congresso.
- Osmoc, signore di un castello isolato in mezzo alle nevi (il luogo più vicino è Dièfzeira); possiede una biblioteca fornitissima e nel parlare cita continuamente libri.
- Epeo, unico domestico di Osmoc. Il suo vero nome è un altro, ma Osmoc lo chiama Epeo. Proveniente da Dièfzeira, viene educato a parlare la lingua di Osmoc e degli ospiti, ma ha un linguaggio pieno di consonanti.
- Osac, fratello gemello di Osmoc, di norma non lo si vede.

## Edizioni
- Michele Mari, Di bestia in bestia: una storia vera fra languore ed ardore: romanzo, Longanesi, Milano 1989.
- Michele Mari, Di bestia in bestia, Einaudi, Torino 2013.